# Chlístov (Železný Brod)
Chlístov je malá vesnice, část města Železný Brod v okrese Jablonec nad Nisou. Nachází se asi 1,5 kilometru severozápadně od Železného Brodu. Chlístov leží v katastrálním území Chlístov u Železného Brodu o rozloze 3,95 km². V katastrálním území Chlístov u Železného Brodu leží i Těpeře.

## Historie
První písemná zmínka o vesnici pochází z roku 1543.

## Pamětihodnosti
- pískovcový kříž z roku 1822
- stavby pojizerské lidové architektury
- památné stromy:
  - Dub v Chlístově
  - Chlístovská lípa
  - Lípa v Chlístově
- vyhlídkové místo při silničce (modře značená stezka) do Bzí, severně od kopce Vršek (488 metrů)